# People’s Choice Awards 2015
41-я церемония награждения премии «People's Choice Awards» за заслуги в области кинематографа, телевидения и музыки за 2014 год состоялась 7 января 2015 года в Microsoft Theater в Лос-Анджелесе. Номинанты были объявлены 4 ноября 2014 года. Ведущими церемонии стали Анна Фэрис и Эллисон Дженни.

## Номинанты и исполнители, и трюки для People’s Choice Awards 2014

### Ведущие
- Анна Фэрис
- Эллисон Дженни

### Исполнители
- Lady Antebellum — «Freestyle»
- Fall Out Boy — «Centuries»
- Игги Азалия — «Beg for It»

### Люди, вручавшие награды
| - Кейли Куоко - Джош Гэд - Кевин Харт - Дэкс Шепард - Энтони Андерсон - Оливия Манн - Моника Поттер - Кэтрин Макфи - The Band Perry - Эллен Дедженерес - Бет Берс - Кэт Деннингс - Патрисия Аркетт - Томас Леннон | - Коте де Пабло - Лиза Эдельштейн - Дэйв Эннэбл - Эми Адамс - Кевин Коннолли - Эдриан Гренье - Jerry Ferrara - Габриэль Юнион - Портия де Росси - Беллами Янг - Сара Хайленд - Джиннифер Гудвин - Джина Родригес - Рэйн Уилсон |

## Список основных номинаций
Победители выделены полужирным начертанием.

### Кино
| Любимый фильм | Любимый боевик |
| --- | --- |
| - «Малефисента» - «Мачо и ботан 2» - «Первый мститель: Другая война» - «Стражи Галактики» - «Люди Икс: Дни минувшего будущего» | - «Дивергент» - «Новый Человек-паук. Высокое напряжение» - «Первый мститель: Другая война» - «Стражи Галактики» - «Люди Икс: Дни минувшего будущего» |
| Любимый комедийный фильм | Любимый драматический фильм |
| - «Мачо и ботан 2» - «Смешанные» - «Типа копы» - «Соседи. На тропе войны» - «Другая женщина» | - «Виноваты звёзды» - «Посвящённый» - «Небеса реальны» - «Если я останусь» - «Ной»                                                                   |
| Любимый киноактёр | Любимая киноактриса |
| - Роберт Дауни-младший - Хью Джекман - Брэд Питт - Ченнинг Тейтум - Марк Уолберг | - Дженнифер Лоуренс - Скарлетт Йоханссон - Анджелина Джоли - Мелисса Маккарти - Эмма Стоун                                                           |
| Любимый актёр боевиков | Любимый актриса боевиков |
| - Крис Эванс - Хью Джекман - Лиам Нисон - Марк Уолберг - Дензел Вашингтон | - Дженнифер Лоуренс - Скарлетт Йоханссон - Анджелина Джоли - Шейлин Вудли - Зои Салдана                                                              |
| Любимый комедийный актёр | Любимая комедийная актриса |
| - Адам Сэндлер - Зак Эфрон - Джона Хилл - Сет Роген - Ченнинг Тейтум | - Мелисса Маккарти - Дрю Бэрримор - Камерон Диас - Тина Фей - Шарлиз Терон                                                                           |
| Любимый драматический актёр | Любимая драматическая актриса |
| - Роберт Дауни-младший - Мэтт Деймон - Бен Аффлек - Джордж Клуни - Брэд Питт | - Хлоя Грейс Морец - Эмма Стоун - Мерил Стрип - Риз Уизерспун - Шейлин Вудли                                                                         |
| Любимый дуэт | Любимый семейный фильм |
| - Шейлин Вудли и Тео Джеймс — «Дивергент» - Крис Эванс и Скарлетт Йоханссон — «Первый мститель: Другая война» - Эндрю Гарфилд и Эмма Стоун — «Новый Человек-паук. Высокое напряжение» - Джона Хилл и Ченнинг Тейтум — «Мачо и ботан 2» - Энсел Эльгорт и Шейлин Вудли — «Виноваты звёзды» | - «Малефисента» - «Александр и ужасный, кошмарный, нехороший, очень плохой день» - «Как приручить дракона 2» - «Лего. Фильм» - «Рио 2»               |
| Любимый триллер | |
| - «Исчезнувшая» - «Проклятие Аннабель» - «Дракула» - «Великий уравнитель» - «Судная ночь 2» | |

### Телевидение
| Любимая телекомедия | Любимая теледрама |
| --- | --- |
| - «Теория Большого взрыва» - «Две девицы на мели» - «Американская семейка» - «Мамочка» - «Новенькая» | - «Анатомия страсти» - «Пожарные Чикаго» - «Аббатство Даунтон» - «Месть» - «Скандал»                                                                                      |
| Любимая телевизионная криминальная драма | Любимый телевизионный сериал в стиле фэнтези |
| - «Касл» - «Кости» - «Мыслить как преступник» - «Менталист» - «Морская полиция: Спецотдел» | - «Красавица и чудовище» - «Агенты «Щ.И.Т.»» - «Однажды в сказке» - «Сверхъестественное» - «Дневники вампира»                                                             |
| Любимый телевизионный комедийный актёр | Любимая телевизионная комедийная актриса |
| - Крис Колфер - Тай Баррелл - Джесси Тайлер Фергюсон - Джим Парсонс | - Кейли Куоко - Зоуи Дешанель - Мелисса Маккарти - Эми Полер - София Вергара                                                                                              |
| Любимый телевизионный драматический актёр | Любимая телевизионная драматическая актриса |
| - Патрик Демпси - Джастин Чэмберс - Тейлор Кинни - Дэкс Шепард - Джесси Уильямс | - Эллен Помпео - Алисса Милано - Хейден Панеттьер - Эмили Ванкэмп - Керри Вашингтон                                                                                       |
| Любимый телевизионный актёр в криминальной драме | Любимая телевизионная актриса в криминальной драме |
| - Нейтан Филлион - Дэвид Бореаназ - Кевин Бейкон - Шемар Мур - Саймон Бейкер | - Стана Катич - Эмили Дешанель - Люси Лью - Маришка Харгитей - Робин Танни                                                                                                |
| Любимый телевизионный актёр в фэнтези | Любимая телевизионная актриса в фэнтези |
| - Миша Коллинз - Дженсен Эклс - Джаред Падалеки - Иэн Сомерхолдер - Пол Уэсли | - Кристин Кройк - Нина Добрев - Джиннифер Гудвин - Джессика Лэнг - Дженнифер Моррисон                                                                                     |
| Любимая комедия кабельного телевидения | Любимая драма кабельного телевидения |
| - «Мелисса и Джоуи» - «Папочка» - «Город хищниц» - «Фальсификация» - «Молодые и голодные» | - «Милые обманщицы» - «Мотель Бейтс» - «Риццоли и Айлс» - «Сыны анархии» - «Настоящий детектив»                                                                           |
| Любимое телешоу | Любимое фантастическое шоу |
| - «Теория Большого взрыва» - «Игра престолов» - «Морская полиция: Спецотдел» - «Однажды в сказке» - «Ходячие мертвецы» | - «Чужестранка» - «Американская история ужасов» - «Доктор Кто» - «Игра престолов» - «Ходячие мертвецы»                                                                    |
| Любимый телевизионный актёр кабельного ТВ | Любимая телевизионная актриса кабельного ТВ |
| - Мэтт Бомер - Шон Бин - Эрик Дэйн - Чарли Ханнэм - Уильям Мэйси | - Энджи Хэрмон - Кристен Белл - Эшли Бенсон - Кортни Кокс - Люси Хейл |
| Favorite TV Dramedy | Любимая икона ТВ |
| - «Оранжевый — хит сезона» - «Неуклюжая» - «Бесстыдники» - «Форс-мажоры» - «Белый воротничок» | - Бетти Уайт - Тим Аллен - Марк Хэрмон - Кэти Сагал - Том Селлек |
| Любимый дневной телеведущий | Любимый ведущий вечернего ток-шоу |
| - Эллен Дедженерес - Стив Харви - Куин Латифа - Келли Рипа и Майкл Страхан - Ракл Рей | - Джимми Фэллон - Крейг Фергюсон - Джимми Киммел - Дэвид Леттерман - Конан О'Брайен                                                                                       |
| Любимый телевизионный дуэт | Любимый сериал, по которому больше скучаем |
| - Иэн Сомерхолдер и Нина Добрев — «Дневники вампира» - Дэвид Бореаназ и Эмили Дешанель — «Кости» - Джошуа Даллас и Джиннифер Гудвин — «Однажды в сказке» - Дженсен Эклс и Джаред Падалеки — «Сверхъестественное» - Нейтан Филлион и Стана Катич — «Касл» | - Кристина Янг — «Анатомия страсти» - Лэнс Свитс — «Кости» - Хершел Грин — «Ходячие мертвецы» - Лесли Элизабет Шэй — «Пожарные Чикаго» - Нил Кэссиди — «Однажды в сказке» |
| Любимая новая телекомедия | Любимая новая теледрама |
| - «Девственница Джейн» - «От „А“ до „Я“» - «Плохая судья» - «Черноватый» - «Кристела» - «Женись на мне» - «Маккарти» - «Тайны Лауры» - «Малэни» - «Селфи»                                                                                                | - «Флэш» - «Константин» - «Вечность» - «Готэ» - «Как избежать наказания за убийство»                                                                                      |
| Любимый актёр в новом телесериале | Любимая актриса в новом телесериале |
| - Дэвид Теннант - Бенджамин Маккензи - Дилан Макдермотт - Лоренс Фишберн - Скотт Бакула | - Виола Дэвис - Дебра Мессинг - Джада Пинкетт-Смит - Октавия Спенсер - Теа Леони                                                                                          |
| Favorite Sketch Comedy TV Show | Любимое анимированное телешоу |
| - «Saturday Night Live» - «Пьяная история» - «Внутри Эми Шумер» - «Шоу Кролла» - «Кей и Пил» | - «Симпсоны» - «Американский папаша!» - «Закусочная Боба» - «Гриффины» - «Южный парк»                                                                                     |
| Любимый телеконкурс | |
| - The Voice - В Америке есть таланты - Dancing with the Stars - Hell’s Kitchen - MasterChef | |

### Музыка
| Любимая песня | Любимый альбом |
| --- | --- |
| - «Shake It Off» Тейлор Свифт - «All About That Bass» Меган Трейнор - «Bang Bang» Джесси Джей, Ариана Гранде и Ники Минаж - «Maps» Maroon 5 - «Stay with Me» Сэм Смит | - «X» Эд Ширан - «G I R L» Фаррелл Уильямс - «Ghost Stories» Coldplay - «In the Lonely Hour» Сэм Смит - «My Everything» Ариана Гранде |
| Любимый певец | Любимая певица |
| - Эд Ширан - Блейк Шелтон - Фаррелл Уильямс - Джон Ледженд - Сэм Смит                                                                                                 | - Тейлор Свифт - Бейонсе - Игги Азалия - Кэти Перри - Сия Ферлер                                                                      |
| Любимая группа | Прорыв года |
| - Maroon 5 - Coldplay - One Direction - OneRepublic - Imagine Dragons                                                                                                 | - 5 Seconds of Summer - Charli XCX - Fifth Harmony - Меган Трейнор - Сэм Смит                                                         |
| Любимый кантри-исполнитель | Любимая кантри-исполнительница |
| - Хантер Хейз - Люк Брайан - Тим Макгро - Брэд Пейсли - Блейк Шелтон                                                                                                  | - Кэрри Андервуд - Фэйт Хилл - Люси Хейл - Миранда Ламберт - Долли Партон                                                             |
| Любимая кантри-группы | Любимый поп-исполнитель |
| - Lady Antebellum - The Band Perry - Florida Georgia Line - Rascal Flatts - Zac Brown Band                                                                            | - Тейлор Свифт - Бейонсе - Дженнифер Лопес - Джесси Джей - Сия Ферлер                                                                 |
| Любимый исполнитель хип-хопа | Любимый исполнитель R&B |
| - Игги Азалия - Дрейк - Jay-Z - Ники Минаж - T.I. | - Фаррелл Уильямс - Крис Браун - Дженнифер Хадсон - Джон Ледженд - Ашер                                                               |